# Carcharodon hubbelli
A Carcharodon hubbelli a porcos halak (Chondrichthyes) osztályának heringcápa-alakúak (Lamniformes) rendjébe, ezen belül a heringcápafélék (Lamnidae) családjába tartozó fosszilis faj.

## Tudnivalók
Ezt a fosszilis cápafajt Peru délnyugati részén találták meg, a késő miocén korszaki Pisco-formációban. A Carcharodon hubbelli egy átmeneti cápafaj, mely egyaránt hordja a mai fehér cápa (Carcharodon carcharias) vonásait, és a kisebb, ősibb megjelenésű makócápákét is.
A tudományos fajnevét, azaz a másodikat, a hubbelli-t, Gordon Hubbellről kapta, aki 1988-ban, az elsőként felfedezett maradványait egy farmertől szerezte be. Hubbell ezzel jelentősen hozzájárult a cápák őslénykutatásához.

## Fordítás
- Ez a szócikk részben vagy egészben  a   Carcharodon hubbelli című angol Wikipédia-szócikk ezen változatának fordításán alapul.  Az eredeti cikk szerkesztőit annak laptörténete sorolja fel. Ez a jelzés csupán a megfogalmazás eredetét és a szerzői jogokat jelzi, nem szolgál a cikkben szereplő információk forrásmegjelöléseként.